# Seppo Nummi

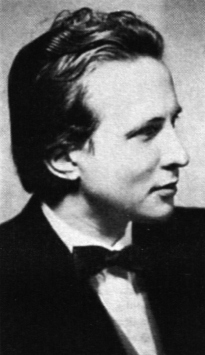
Seppo Nummi.

Seppo Antero Yrjönpoika Nummi, född 30 maj 1932 i Uleåborg, död 1 augusti 1981 i Tammerfors, var en finländsk kompositör. Han var bror till Yki och Lassi Nummi. 
Nummi studerade 1949–1954 komposition för Yrjö Kilpinen och bedrev därtill musikstudier utomlands samt vid Sibelius-Akademin. Han verkade från 1956 som musikkritiker vid Uusi Suomi med vokalmusik som specialitet. Han var 1969–1977 direktör för Helsingfors festspel, som under denna tid blev ett betydelsefullt musikevenemang även internationellt sett, samt 1956–1959 och 1962–1968 programchef för kulturdagarna i Jyväskylä. Han komponerade ett stort antal verk, bland annat solo- och körsånger samt instrumental- och kammarmusik. Essäer av honom från åren 1951–1981 publicerades 1982 under titeln Laulujen keskeltä.